# Neutralidade das Testemunhas de Jeová
As Testemunhas de Jeová são bem conhecidas por manterem neutralidade em relação à política das nações da Terra e às suas instituições governamentais e militares. Divulgam mundialmente uma mensagem que alegam estar baseada na Bíblia, anunciando que o Reino de Deus é o único meio pelo qual os que amam a justiça podem obter paz, prosperidade e felicidade. Devido a essa crença, mantêm-se estritamente neutras no que diz respeito aos conflitos entre as nações, rejeitando o racismo, o tribalismo, o nacionalismo e a xenofobia.
Desde a sua fundação em 1931, as crenças das Testemunhas de Jeová redefiniram e suscitaram debates sobre a aplicabilidade dos direitos fundamentais no contexto contemporâneo e aspectos importantes no exercício do Estado de direito e das democracias liberais, como a liberdade de consciência , o exercício da o direito à saúde ou o exercício da liberdade de expressão em harmonia com os direitos fundamentais garantidos pela lei e pelas convenções internacionais . Vários litígios e decisões judiciais sobre o assunto ajudaram a expandir a definição de liberdades civis na maioria das sociedades ocidentais, expandindo assim os direitos humanos de milhões de pessoas de diversas crenças nas décadas seguintes. Isso também inclui decisões judiciais em relação ao pleno direito à liberdade de expressão das vítimas de abusos eclesiásticos, ao exercício da liberdade de culto nas comunidades indígenas , ao exercício autônomo dos direitos reprodutivos , ao exercício autônomo do direito à saúde e o equilíbrio entre os direitos à liberdade de associação e os direitos fundamentais das mulheres , crianças e adolescentes .[carece de fontes?]

A Declaração Universal dos Direitos Humanos, em seu artigo 18, afirma o seguinte:
Da mesma forma, e no contexto dos processos de justiça transicional , diversas reformas nas leis em relação ao serviço militar e questões relacionadas com o exercício da liberdade de expressão ampliaram as garantias relativas à liberdade de consciência.

## Neutralidade religiosa e doutrinas sobre obediência à autoridade e outros aspectos
As Testemunhas de Jeová argumentam que a sua posição de neutralidade, tal como em outras práticas e doutrinas, tem uma base bíblica. Definem neutralidade como a posição assumida por aqueles que não se colocam do lado de nenhum de dois ou mais partidos em disputa nem lhes dão apoio. Para elas, neutralidade  significa a não interferência no que outros fazem no que diz respeito a participarem em cerimónias patrióticas, servirem nas forças armadas, unirem-se a partidos políticos, buscarem um cargo político ou votarem num candidato partidário ou político. Afirmam que isso não é compatível com a adoração que prestam unicamente a Jeová, a quem dedicaram a vida sem reservas, nem com o apoio que dão ao Seu Reino ou Teocracia que entendem como única solução para o governo global da Terra, afirmando que todos os restantes governos políticos, mesmo que possuam boas intenções, estão condenados a serem eliminados com o aproximar do fim do atual sistema de coisas, no Armagedom.
Para fundamentar esta posição costumam referir o próprio exemplo de Jesus Cristo, de quem se afirmam seguidores, usando os seguintes versículos bíblicos, conforme apresentados na Tradução do Novo Mundo das Escrituras Sagradas (NM):
- João 17:16

"Não fazem parte do mundo, assim como eu não faço parte do mundo."
Palavras de Jesus, em oração ao Pai, com referência aos seus discípulos na ocasião, bem como aos futuros.
- João 6:15

"Jesus, portanto, sabendo que estavam para vir e apoderar-se dele para o fazerem rei, retirou-se novamente para o monte, sozinho."
Recusa de Jesus Cristo em aceitar um cargo político.
- João 18:36

"Meu reino não faz parte deste mundo. Se o meu reino fizesse parte deste mundo, meus assistentes teriam lutado para que eu não fosse entregue aos judeus. Mas, assim como é, o meu reino não é desta fonte."
Palavras dirigidas por Jesus ao governador romano Pôncio Pilatos que o recebia em audiência de julgamento.

### Crença de que o mundo é controlado por Satanás
As Testemunhas de Jeová crêem que o atual mundo, com a sua sociedade e instituições governamentais, militares, comerciais e religiosas, estão sob o controle de Satanás a quem Jesus se referiu como "o governante deste mundo" (João 14:30). Só assim, dizem, se pode explicar a oferta que o Diabo fez a Jesus e que ele prontamente rejeitou:
- Lucas 4:5-8

"Ele o levou assim para cima e lhe mostrou todos os reinos da terra habitada, num instante de tempo; e o Diabo disse-lhe: Eu te darei toda esta autoridade e a glória deles, porque me foi entregue e a dou a quem eu quiser. Se tu, pois, fizeres um ato de adoração diante de mim, tudo será teu. Em resposta, Jesus disse-lhe: Está escrito: É a Jeová, teu Deus, que tens de adorar e é somente a ele que tens de prestar serviço sagrado."
Entendem que o governo do mundo foi concedido a Satanás pelo próprio Deus por um tempo, que se estende por milênios, após o desafio que aquele anterior anjo fiel lançou sobre a Soberania de Jeová. Portanto, argumentam que qualquer religião que alguém apóie na atualidade que não esteja em harmonia com a Bíblia, estará sempre a apoiar o inimigo de Deus. Usam os versículos alistados abaixo para provar que o atual mundo é governado por Satanás e pelos seus demônios:
- Efésios 6:11-12

"Revesti-vos da armadura completa de Deus, para que vos possais manter firmes contra as maquinações do Diabo; porque temos uma pugna, não contra sangue e carne, mas contra os governos, contra as autoridades, contra os governantes mundiais desta escuridão, contra as forças espirituais iníquas nos lugares celestiais."
- 2 Coríntios 4:3-4

"Se as boas novas que declaramos estão de fato veladas, estão veladas entre os que perecem, entre os quais o deus deste sistema de coisas tem cegado as mentes dos incrédulos, para que não penetre o brilho da iluminação das gloriosas boas novas a respeito do Cristo, que é a imagem de Deus."
- Tiago 4:4

"Não sabeis que a amizade com o mundo é inimizade com Deus? Portanto, todo aquele que quiser ser amigo do mundo constitui-se inimigo de Deus."
- 1 João 5:19

"O mundo inteiro jaz no poder do iníquo"

### Sujeição relativa às autoridades governamentais
Apesar de considerarem que todos os governos humanos estão sob o controle de Satanás, reconhecem que isso só acontece por permissão divina e por um determinado período. Entendem ainda que os governos nacionais também exercem autoridade por permissão divina até que Ele finalmente os remova. Assim, usam a Bíblia para esclarecer a sua posição de sujeição obediente aos governos e às suas leis. No entanto, tal obediência é encarada por elas como relativa visto que apenas reconhecem a autoridade absoluta de Jeová, cuja vontade, afirmam, se encontra expressa na Bíblia. Para esclarecer esta sujeição relativa às autoridades superiores humanas, costumam usar versículos bíblicos tais como:
- Romanos 13:1-2, 7

"Toda alma esteja sujeita às autoridades superiores, pois não há autoridade exceto por Deus; as autoridades existentes acham-se colocadas por Deus nas suas posições relativas. Portanto, quem se opõe à autoridade, tem tomado posição contra o arranjo de Deus; os que têm tomado posição contra este receberão um julgamento para si mesmos. Rendei a todos o que lhes é devido, a quem exigir imposto, o imposto; a quem exigir tributo, o tributo; a quem exigir temor, tal temor; a quem exigir honra, tal honra."
- Mateus 5:41

"Se alguém sob autoridade te obrigar a prestar serviço por mil passos, vai com ele dois mil."
- Tito 3:1

"Continua a lembrar-lhes que estejam sujeitos e sejam obedientes a governos e autoridades como governantes."
- 1 Pedro 2:13, 14

"Pela causa do Senhor, sujeitai-vos a toda criação humana: quer a um rei, como sendo superior, quer a governadores, como enviados por ele para infligir punição a malfeitores, mas para louvar os que fazem o bem."
Inferem que tal obediência às autoridades é relativa devido às palavras de Jesus:
- Marcos 12:17

"Jesus disse então: Pagai de volta a César as coisas de César, mas a Deus as coisas de Deus."

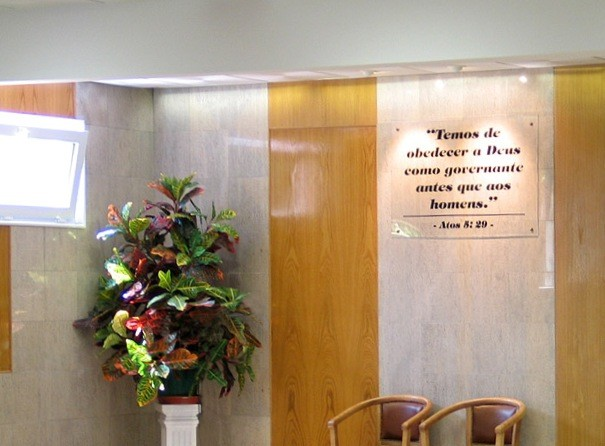
Texto do ano de 2006, exposto num Salão do Reino, em Portugal.

Similarmente, quando as autoridades judaicas ordenaram que os apóstolos Pedro e João parassem de pregar a respeito de Jesus, eles responderam:
- Atos 4:19, 20

"Se é justo, à vista de Deus, escutar antes a vós do que a Deus, julgai-o vós mesmos. Mas, quanto a nós, não podemos parar de falar das coisas que vimos e ouvimos."
Ao serem presos por reincidirem na desobediência à ordem do Tribunal, os apóstolos afirmaram:
- Atos 5:27-29

"E o sumo sacerdote interrogou-os, dizendo: Nós vos ordenamos positivamente que não ensinásseis à base deste nome, e, ainda assim, eis que enchestes Jerusalém com o vosso ensino, e estais resolvidos a trazer sobre nós o sangue deste homem. Em resposta, Pedro e os outros apóstolos disseram: Temos de obedecer a Deus como governante antes que aos homens."
Esta última frase: Temos de obedecer a Deus como governante antes que aos homens, foi inclusivamente escolhida para estar exposta, como texto anual de 2006, em todos os Salões do Reino das Testemunhas de Jeová ao redor do mundo.

### Interpretações segundo a cosmovisão das Testemunhas de Jeová
Visto que as Testemunhas de Jeová afirmam ter restaurado o cristianismo à sua forma original, tal como instituído por Jesus e pelos apóstolos, citam o comportamento dos primitivos cristãos para reafirmarem a sua posição de neutralidade. Para isso, recorrem a algumas obras de referência que analisam a história inicial do cristianismo.

#### Neutralidade quanto a cargos políticos
A neutralidade dos professos cristãos dos primeiros séculos da nossa Era é muitas vezes referida em comentários tais como:
"Os cristãos mantinham-se alheios e separados do estado, como raça sacerdotal e espiritual, e o cristianismo parecia capaz de influenciar a vida civil apenas desse modo, sendo este, é preciso confessar, o mais puro, por praticamente se esforçarem a incutir mais e mais o sentimento sagrado nos cidadãos do estado."
"Ao passo que eles inculcavam as máximas da obediência passiva, recusavam-se a tomar qualquer parte ativa na administração civil ou na defesa militar do império. (…) Era impossível que os cristãos, sem renunciarem a um dever mais sagrado, pudessem assumir o caráter de soldados, de magistrados ou de príncipes."
"Os cristãos (…) evitavam cargos públicos e o serviço militar."
"O primitivo cristianismo foi pouco entendido e foi considerado com pouco favor pelos que governavam o mundo pagão. Os cristãos recusavam-se a participar em certos deveres dos cidadãos romanos. Os cristãos (…) achavam que era uma violação da sua fé entrar no serviço militar. Não queriam ocupar cargos políticos. Não adoravam o imperador."

#### Neutralidade quanto ao serviço militar
Os primitivos cristãos professos negavam-se a servir no exército romano, tanto nas legiões como em serviços auxiliares, considerando tal serviço totalmente incompatível com os ensinos do cristianismo. Diz Justino, o Mártir, do Século II EC, no seu "Diálogo com o Judeu Trífon":
"Nós, que estávamos cheios de guerra, e de matança mútua, e de toda a iniquidade, transformamos cada um de nós, em toda a terra, as nossas armas guerreiras, as nossas espadas em relhas de arado, e as nossas lanças em implementos de lavoura."
No seu tratado "A Grinalda, ou De Corona", ao considerar "se a guerra é mesmo apropriada para os cristãos", Tertuliano (c. 200 EC) argumentou à base das Escrituras a ilegalidade até mesmo da própria vida militar, concluindo:
"Proscrevo para nós a vida militar."
Maximiliano, mártir do Século III EC ao ser ameaçado de morte pelo tribunal romano por recusar alistar-se nas forças militares, disse:
"Não servirei. Vós podeis decapitar-me, mas eu não servirei aos poderes deste Mundo; servirei, sim, a meu Deus."'
Referem ainda algumas outras obras:
"No segundo século, o cristianismo (…) tinha afirmado a incompatibilidade do serviço militar com o cristianismo."
"Os primitivos cristãos pensavam ser errado lutar, e não serviam no exército mesmo quando o Império precisava de soldados."
"Uma cuidadosa análise de toda a informação disponível mostra que, até o tempo de Marco Aurélio [121-180 EC], nenhum cristão tornou-se soldado; e nenhum soldado, depois de tornar-se cristão, permanecia no serviço militar."
"Ver-se-á logo que a evidência da existência de um único soldado cristão entre 60 e cerca de 165 EC é extremamente insignificante;(…) até o reinado de Marco Aurélio, pelo menos, nenhum cristão se tornava soldado após seu batismo."
"O comportamento dos cristãos era muito diferente daquele dos romanos. (…) Visto que Cristo havia pregado a paz, recusavam-se a tornar-se soldados."
"Os bem primitivos cristãos não serviam nas forças armadas, (…) desde o fim do período do Novo Testamento até a década de 170-180 A.D. não há evidência alguma de cristãos no exército."
Explicando o que acabou por conduzir os que se diziam cristãos a envolverem-se no exército, certa obra afirma:
"Os cristãos que viviam mais perto do tempo de nosso Salvador criam, com indubitável confiança, que ele havia inequivocamente proibido a guerra — que eles abertamente afirmavam esta crença e que, em apoio dela, estavam dispostos a sacrificar, e realmente sacrificaram, suas fortunas e suas vidas. Os cristãos, porém, mais tarde, tornaram-se soldados. E quando? Quando sua fidelidade geral ao cristianismo ficou relapsa, quando, em outros sentidos, violaram os princípios dele, (…) Em suma, tornaram-se soldados quando deixaram de ser cristãos."

#### Nacionalismo, racismo e xenofobia
Para as Testemunhas, o nacionalismo é um sentimento de orgulho exacerbado que leva a pessoa a considerar a sua nação como superior às demais.[carece de fontes?] Tal como o nacionalismo, a exaltação excessiva de um grupo étnico ou de uma raça pode servir para fomentar o ódio de outros grupos. O tribalismo continua a atear a violência em muitos países africanos enquanto que o racismo ainda é um flagelo mundial. O nacionalismo e o racismo podem ser doentios, podendo resultar em xenofobia, quer dizer, uma aversão a outras raças e culturas, um medo intensivo, descontrolado e desmedido em relação a pessoas ou grupos diferentes. As Testemunhas de Jeová rejeitam liminarmente tais sentimentos que consideram antibíblicos, visto que entendem que todas as raças humanas tiveram origem num único casal, o que as torna aparentadas. Costumam citar a Bíblia como justificativa para condenar qualquer tipo de barreiras que dividam os homens, sejam elas raciais, sociais, ou nacionais, usando versículos tais como os seguintes conforme vertidos pela Tradução do Novo Mundo:
- Atos 10:34-35

"Pedro abriu a boca e disse: Certamente percebo que Deus não é parcial, mas, em cada nação, o homem que o teme e que faz a justiça lhe é aceitável."
- Revelação ou Apocalipse 7:9, 10

"Eis uma grande multidão, que nenhum homem podia contar, de todas as nações, e tribos, e povos, e línguas, em pé diante do trono e diante do Cordeiro, trajados de compridas vestes brancas; e havia palmas nas suas mãos. E gritavam com voz alta, dizendo: Devemos a salvação ao nosso Deus, que está sentado no trono, e ao Cordeiro."
Devido à sua estrita neutralidade, as Testemunhas de Jeová têm tido êxito em reunir em união pacífica, tratando-se como irmãos, pessoas que antes estavam divididas por diferenças políticas, raciais e religiosas, tal como acontece entre israelitas e palestinianos, hutus e tutsis, cingaleses e tâmeis, etíopes e eritreus, sérvios e croatas, entre outros casos. Esta constatação tem sido admitida por diversas fontes, um pouco por todo o mundo. As Testemunhas crêem que muito provavelmente, sob o domínio do Reino de Deus, a Terra deixará de ter fronteiras e as barreiras linguísticas também serão eliminadas, passando a ser falado um único idioma global.

## Neutralidade política
Visto que advogam e proclamam apenas a Teocracia, o governo de Jeová, é esta forma de governo que defendem. Assim, recusam assumir cargos políticos, afiliar-se partidariamente ou envolver-se em questões de natureza política.

### Como encaram o voto
As Testemunhas entendem que não existem princípios bíblicos que condenem a prática do voto em si. Por exemplo, consideram não haver motivos para os directores de uma entidade não usarem o voto a fim de tomar decisões que afetem a entidade. Os membros das congregações das Testemunhas de Jeová muitas vezes votam, erguendo as mãos, para decidir sobre os horários das reuniões e o uso dos recursos da congregação.
Quanto ao votar em eleições políticas, as Testemunhas de Jeová não interferem no direito que outros têm de votar, nem fazem qualquer tipo de campanha contra eleições políticas. Elas respeitam e cooperam com as autoridades devidamente constituídas nessas eleições. Quanto a votar para um candidato numa eleição, cada Testemunha de Jeová decide o que fazer com base na sua consciência treinada pela Bíblia e no entendimento de sua responsabilidade para com Deus e o Estado. No entanto, a sua posição de neutralidade leva a maioria das Testemunhas de Jeová em diversos países a decidirem não votar em eleições políticas. Nos casos em que a lei exige que os cidadãos votem, cada Testemunha de Jeová será responsável por tomar uma decisão em consciência, baseada na Bíblia, para lidar com essa situação. Se decidir comparecer às urnas, essa é uma questão pessoal. O que ela faz na cabine de votação é entre ela e o seu Criador.

### Obediência às autoridades civis
Apesar de acreditarem que o arranjo governamental de Jeová tenha sido temporariamente interrompido com respeito ao governo terrestre, as Testemunhas reconhecem que precisa haver alguma forma de autoridade, até que se restabeleça plenamente a regência divina. Entendem que as autoridades civis ajudam a manter certa medida de ordem na sociedade, sem a qual haveria um caos resultante da anarquia e que, ao assim actuarem, as autoridades reflectem o que remanesce da consciência do homem, dada por Deus. Reconhecem que os governos nacionais ou regionais têm a necessária autoridade para manter certo grau de ordem nos serviços públicos tais como a saúde pública, o abastecimento de água, o correio, a construção de estradas, a educação, o combate ao crime e ao fogo, proteção judicial, promulgação de legislação relacionada com a construção, a prevenção de incêndios e poluição, salubridade de géneros alimentícios, remédios, trânsito, entre outras coisas. Em reconhecimento destes benefícios, entendem que o verdadeiro cristão deverá dar às autoridades seculares a sua sujeição relativa e pagar os impostos exigidos por lei.
Reconhecem que é necessário estar em sujeição relativa à autoridade exercida pelos que ocupam várias posições na vida secular, tal como o professor, o patrão, o agente policial, o juiz, entre outros. Continuam a manter este conceito apesar dos aparentes abusos ou das faltas das actuais autoridades, sabendo que "alguém que é mais alto do que o alto está vigiando, e há os que estão alto por cima deles" (Eclesiastes 5:8 NM).
Apenas se recusam a obedecer a leis que visem propositadamente impedir o seu direito à adoração ao seu Deus, Jeová, ou que os proíba de cumprir aquilo que consideram ser a Sua vontade, tal como o trabalho de evangelização ou a realização de reuniões para estudo da Bíblia. Além disso, negam-se terminantemente a realizar tarefas que, mesmo obrigatórias por lei, violem o que consideram ser os princípios bem estabelecidos da Bíblia, tal como cumprir o serviço militar, saudar uma bandeira ou cantar um hino nacional, filiar-se num partido político, entre outras coisas similares.

### Pagamento de impostos
Se no país onde vivem as religiões são isentas de impostos, as congregações podem aproveitar essa vantagem. E, como quaisquer outros cidadãos, tirarão benefício de possíveis dispositivos legais que lhes permitam reduzir os seus impostos. No entanto, nenhuma Testemunha deve ilegalmente esquivar-se de pagar impostos.
Mesmo que vivam sob um sistema político do qual pessoalmente não gostam, talvez por cercear a sua liberdade pessoal, as Testemunhas de Jeová são ensinadas a pagar impostos. Caso um determinado imposto pareça injusto ou se parte dele for usado para financiar algo com que discordam, tal como o aborto gratuito ou a compra de equipamento militar, ainda assim, continuam sob a obrigação bíblica de pagar integralmente os impostos. Entendem que os governantes é que terão de assumir a responsabilidade pelo uso do dinheiro arrecadado, visto que elas não foram designadas para julgar as autoridades. Essa prestação de contas será efetuada perante o Altíssimo. Mesmo quando as autoridades as perseguem, as Testemunhas sentem o dever de pagar impostos por causa dos serviços cotidianos que são prestados.

## Serviço militar
Em face da sua neutralidade quanto aos assuntos e divergências entre nações ou facções militarizadas, as Testemunhas de Jeová negam-se a executar qualquer tipo de trabalho, obrigatório por lei ou não, que contribua para o esforço de guerra. Assim, rejeitam inclusivamente qualquer tipo de emprego, mesmo civil, que de alguma forma envolva a produção de armamento ou outros produtos directamente fabricados para fins militares. Não aceitam a incorporação militar, o uso de farda, nem mesmo a realização de tarefas civis mas que de alguma forma estejam sob a alçada de organizações militares. Entendem que tais trabalhos violariam princípios bíblicos (NM), tais como:
- Isaías 2:4

"E ele certamente fará julgamento entre as nações e resolverá as questões com respeito a muitos povos. E terão de forjar das suas espadas relhas de arado, e das suas lanças, podadeiras. Não levantará espada nação contra nação, nem aprenderão mais a guerra."
- Mateus 5:44

"No entanto, eu vos digo: Continuai a amar os vossos inimigos e a orar pelos que vos perseguem."
- Mateus 26:52

"Jesus disse-lhe então: Devolve a espada ao seu lugar, pois todos os que tomarem a espada perecerão pela espada."
Aguardam o tempo em que acreditam que serão cumpridas as seguintes promessas bíblicas:
- Salmos 46:8-9

"Vinde, observai as atividades de Jeová, como ele tem posto eventos assombrosos na terra. Ele faz cessar as guerras até a extremidade da terra. Destroça o arco e retalha a lança, as carroças ele queima no fogo."
- Salmos 72:7-8

"Nos seus dias florescerá o justo e a abundância de paz até que não haja mais lua. E terá súditos de mar a mar e desde o Rio até os confins da terra."
- Isaías 32:17, 18

"E o trabalho da verdadeira justiça terá de tornar-se a paz; e o serviço da verdadeira justiça: sossego e segurança por tempo indefinido. E meu povo terá de morar num lugar de permanência pacífico, e em domicílios de plena confiança, e em lugares de descanso sem perturbação."
- Isaías 54:13

"E todos os teus filhos serão pessoas ensinadas por Jeová e a paz de teus filhos será abundante."

### Pacíficas
Apesar de se considerarem pacíficas, afirmam não se enquadrarem entre os que usualmente se definem como pacifistas. Isto acontece porque reconhecem o direito de Deus de travar guerra. Assim, nunca questionaram o direito de Deus de autorizar o antigo Israel a lutar por Ele quando aquela nação era seu único instrumento na Terra.
O último livro da Bíblia descreve esse conflito como "a guerra do grande dia de Deus, o Todo-poderoso", ou Armagedom. (Revelação ou Apocalipse 16:14, 16). Diz-se que Jesus Cristo toma a dianteira nela, e que ele "guerreia em justiça" (Revelação 19:11, 14, 15). Entendem que Jesus Cristo é correctamente chamado de "Príncipe da Paz" (Isaías 9:6).
As Testemunhas de Jeová, que se consideram cristãos verdadeiros, afirmam amar a paz. Permanecem completamente neutros nos conflitos militares, políticos e étnicos do mundo.

### Serviço cívico alternativo ao serviço militar
Durante muitos anos, a maioria dos governos não possuíam qualquer alternativa a quem, por objecção de consciência, rejeitasse a incorporação militar. Muitos jovens entre as Testemunhas de Jeová, devido à sua neutralidade, foram presos devido à sua intransigência em participar em qualquer esforço militar. Com o passar dos anos após a Segunda Guerra Mundial, vários países passaram a oferecer tarefas alternativas ao serviço militar obrigatório. No entanto, em muitos locais esses serviços alternativos, embora civis, continuavam sob a alçada de autoridades militares. Em outros casos, concedia-se isenção até do serviço cívico alternativo a membros de algumas religiões reconhecidas pelo Estado, mas tal tratamento era negado às Testemunhas. Assim, as Testemunhas de Jeová continuavam a negar cumprir até mesmo esse serviço alternativo.
Mais recentemente, a maioria dos países ditos democráticos passaram a modificar a sua perspectiva em relação ao serviço militar compulsório, reconhecendo o direito dos seres humanos às suas convicções morais e religiosas. Em face disto, o Corpo Governante das Testemunhas de Jeová publicou o artigo intitulado "Pagamos a César as coisas de César". Este artigo referiu que em alguns países já se concedia isenção do serviço militar aos ministros religiosos, o que as Testemunhas afirmam ser. Entre tais países encontravam-se os Estados Unidos ou a Austrália, que concedem tal isenção mesmo em tempo de guerra. E em tempos de paz, em muitos países que mantêm o serviço militar obrigatório, concede-se isenção às Testemunhas de Jeová reconhecendo-as com o estatuto de ministros religiosos. Desta forma podem continuar com o seu trabalho de evangelização, o que alguns Estados reconhecem ser um serviço público.
O artigo prossegue mencionando que há países em que o Estado, embora não conceda isenção aos ministros religiosos, reconhece que algumas pessoas podem ter objeção ao serviço militar. Muitos destes países têm providências para não obrigar essas pessoas conscienciosas a prestar serviço militar. Em alguns lugares, o serviço civil compulsório, tal como um trabalho útil na comunidade, é considerado como um serviço não-militar, nacional. Esse serviço cívico alternativo assume a forma de participação em diversos tipos de tarefas comunitárias, sob a alçada de organismos civis, tal como escavar poços ou construir vias rodoviárias, a participação semanal na limpeza de estradas, escolas ou hospitais. O artigo referia que, nestes casos, os jovens entre as Testemunhas de Jeová teriam de fazer as suas próprias decisões pessoais à base das suas consciências treinadas pela Bíblia. Muitos entre eles têm muitas vezes concordado em prestar tais serviços quando é para o bem da comunidade e não está ligado ao que consideram ser alguma forma de religião falsa, nem é de qualquer outra maneira objectável à sua consciência.
Nos casos em que alguém conclui que o serviço civil, nacional, é uma obra em que pode participar em obediência às autoridades, sem violar princípios bíblicos, tal decisão cabe a ele perante Deus. Os anciãos designados e outros devem respeitar plenamente a sua decisão em consciência e continuar a considerá-lo como um cristão de boa reputação. No entanto, se achar que não pode prestar este serviço civil, sua atitude também deve ser respeitada, mantendo a sua boa reputação.
Alguns críticos referem que a perspectiva apresentada em 1996 já poderia ter sido decidida em 1978. Citam as palavras de Raymond Victor Franz, antigo membro do Corpo Governante e actualmente desassociado: "…o Corpo Governante reuniu-se várias vezes, em 1978, para estudar a questão do serviço civil alternativo ao serviço militar. Os membros do CG, John Booth, Ewart Chitty, Raymond Franz, George D. Gangas, Leo Greenles, Albert D. Schroeder, Grant Suiter, Lyman Swingle e Daniel Sydlik acharam que a proibição do serviço civil alternativo não era bíblica. Votaram contra a permanência dessa norma. Carey Barber, Frederick William Franz, Milton G. Henschel, William Jackson, Karl Klein votaram a favor da permanência da norma. Teodore Jaracz absteve-se. Nove votos contra cinco. Mas nove votos não representavam dois terços no número de membros do CG e por causa de apenas um voto…"

### Divergências sobre a aplicabilidade do serviço militar na Coreia do Sul[40]
Em 2018, o Tribunal Constitucional da Coreia do Sul declarou que a recusa das Testemunhas de Jeová ao serviço militar era um direito fundamental protegido pela Constituição daquele país protegido por garantias constitucionais de liberdade de consciência . No entanto, e apesar de a Coreia do Sul ser um país considerado uma democracia livre, a legislação sul-coreana sobre o assunto ainda tem sido inflexível no que diz respeito à objeção de consciência voluntária de membros batizados e adeptos das Testemunhas de Jeová que recusam o serviço militar. Após a decisão de 2018, 65 membros batizados e adeptos das Testemunhas de Jeová que cumpriam penas no assunto foram libertados.
Em 2020, o governo sul-coreano anunciou que estava a considerar a introdução de um serviço alternativo para objectores de consciência, programa que foi formalmente implementado nos anos seguintes. Os críticos da medida salientam que o programa de serviços alternativos não cumpre os padrões de direitos humanos devido à criminalização dos objectores de consciência. No ano de 2022, Hye-min Kim foi formalizada e condenada por rejeitar o programa.
Devido às consequências da Guerra da Coreia e às hostilidades no contexto do conflito coreano , o serviço militar na Coreia do Sul é obrigatório para todos os cidadãos com idades entre 18 e 28 anos. O tempo de serviço é geralmente entre 18 e 21 meses, dependendo do ramo de serviço. Isso inclui tempo para treinamento básico e designação para uma unidade. Existem algumas exceções e diferimentos disponíveis para objetores que atendam a determinados critérios, como aqueles que cursam o ensino superior ou têm certas condições de saúde. O serviço militar na sociedade sul-coreana é visto como um dever para com a nação e um rito de passagem para muitos jovens.

## Saudação à bandeira
É bem conhecido que alguns grupos religiosos têm apoiado a violência armada contra governos que desaprovam. Mas as Testemunhas de Jeová não se envolvem em subversão política de qualquer espécie. Quando se recusam a saudar um símbolo nacional ou a cantar um hino patriótico, alegam que não o fazem por deslealdade ou traição, visto que não pretendem desrespeitar ou favorecer um país em relação a outro. Elas adoptam uma posição idêntica em todos os países em que vivem. A sua atitude não é de desrespeito mas sim de neutralidade. Não assobiam nem gritam para atrapalhar uma cerimónia patriótica, não cospem na bandeira, não a pisoteiam nem a queimam. A sua recusa em participar em cerimónias nacionalistas não é uma atitude contra o governo. A sua posição baseia-se na sua interpretação das palavras proferidas por Jesus Cristo:
- Mateus 4:10

"É a Jeová, teu Deus, que tens de adorar e é somente a ele que tens de prestar serviço sagrado." (NM)
Uma vez mais, as Testemunhas de Jeová afirmam que a sua posição é igual à dos primitivos cristãos nos dias do Império Romano. Sobre esses cristãos, Elmer W. K. Mould escreveu:
"O acto de adoração do imperador consistia em aspergir alguns grãos de incenso ou algumas gotas de vinho sobre um altar que havia diante duma imagem do imperador. Talvez, por estarmos tão afastados daquela situação, não vemos neste acto nada de diferente de (…) erguer a mão numa continência à bandeira ou diante dum famoso chefe de estado, uma expressão de cortesia, respeito e patriotismo. É possível que muita gente, no primeiro século, pensasse a mesma coisa sobre isso, mas não os cristãos. Eles encaravam o assunto inteiro como adoração religiosa, reconhecendo o imperador como divindade, e, por isso, como deslealdade a Deus e a Cristo, e recusavam-se a fazer isso."

### Um acto de adoração
Para as Testemunhas, a continência a um líder governamental, tal como a famosa expressão nazi Heil Hitler, a saudação à bandeira ou o cantar um hino nacional equivale a um acto de adoração. Vários autores apresentam o mesmo raciocínio:
"As primitivas bandeiras tinham carácter quase que puramente religioso. (…) A ajuda da religião parece sempre ter sido procurada para dar santidade às bandeiras nacionais."
"A bandeira, tal como a cruz, é sagrada. (…) As normas e os regulamentos relativos à atitude humana para com os estandartes nacionais usam palavras fortes, expressivas, como: Culto à Bandeira, Reverência à Bandeira, Devoção à Bandeira."
"Os cristãos negaram-se a (…) oferecer sacrifícios ao génio do imperador, o que hoje em dia equivale aproximadamente a negar-se a fazer continência à bandeira ou a repetir o juramento de lealdade."
Assim, visto que encaram a saudação à bandeira como acto de adoração, sendo que creem que a adoração pertence somente a Deus, não podem conscienciosamente adorar outro alguém ou alguma coisa.[carece de fontes?]
Também, o hino nacional é, na realidade, um cântico religioso ou uma oração a favor duma nação. Costuma pedir prosperidade material e longevidade para a nação. Naturalmente, nem todos os hinos nacionais incluem petições a Deus, mas muitos exaltam a sua nação acima de outras ou expressam louvor a determinados feitos militares. Algumas fontes reconhecidas expressam um conceito similar, como por exemplo:
"Os hinos nacionais são expressões de sentimentos patrióticos e muitas vezes incluem pedidos de orientação e proteção divinas para o povo ou seus governantes"
"Os sentimentos dos hinos nacionais variam, desde orações a favor do monarca, alusões a batalhas e levantes de importância nacional (…) a expressões de sentimentos patrióticos"

## Perseguição devido à neutralidade e processos de justiça transicional no contexto de democracias livres[3]

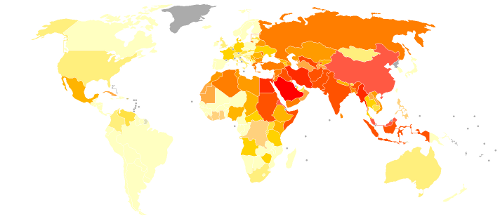
Situação da liberdade religiosa por país (Pew Research Center, 2009). Em amarelo claro: países onde existe total liberdade no exercício do culto religioso. Em tons vermelho e laranja: países com maior hostilidade ao exercício da liberdade religiosa.

Devido à sua posição neutra e intransigente quanto ao apoio militar, ou à veneração de símbolos nacionalistas, as Testemunhas de Jeová foram duramente perseguidas, espancadas, encarceradas e mortas em muitos países, incluindo os usualmente conhecidos pela sua tolerância. Ao longo da história das Testemunhas de Jeová, as suas crenças, doutrinas e práticas têm sido sujeitas a violações dos direitos humanos fundamentais, fundamentalmente no contexto de ditaduras civis-militares de facto, conflitos de guerra, regimes sob ateísmo estatal e regimes sob uma teocracia de facto. Neste contexto, e a partir de uma posição identitária ou nacionalista, diversas correntes religiosas consideram que as interpretações e doutrinas das Testemunhas de Jeová são heréticas e, consequentemente, contrárias ao estado confessional ou aos interesses particulares da identidade predominante ou da ideologia nacionalista. como o caso da Rússia no contexto da invasão da Ucrânia e dos conflitos com as antigas repúblicas soviéticas, dos regimes de facto na Ásia e em África regulados por um Estado confessional, ou da Argentina, no contexto da ditadura que governou entre 1976 a 1983.
Durante a Segunda Guerra Mundial, e devido à validade da lei marcial nos países beligerantes durante o conflito de guerra, devido à expulsão em massa da escola de filhos de Testemunhas de Jeová, por algum tempo em fins dos anos 1930 e início da década de 1940, foi necessário que elas operassem as suas próprias escolas nos Estados Unidos e no Canadá a fim de prover educação para os seus filhos. Eram chamadas de Escolas do Reino.
Atualmente, e de acordo com dados documentados da Amnistia Internacional, do Pew Research Center, do Corpo Governante das Testemunhas de Jeová e de outras organizações não governamentais, em mais de trinta estados - especialmente em África e na Ásia - baptizaram membros e simpatizantes desta expressão. religiosidade em segredo.[carece de fontes?] Já em pleno Século XXI, em vários países, tal como na Eritreia, várias Testemunhas permanecem presas, algumas delas por mais de dez anos. Perseguições violentas têm ocorrido na República da Geórgia ou no Turcomenistão.
Apesar da perseguição, em muitos países onde as Testemunhas de Jeová eram outrora perseguidas, seu direito à objeção de consciência têm sido legitimado no contexto dos processos de justiça transicional. É o caso da Coreia do Sul, onde segundo a organização cerca de 19.300 fiéis foram condenados a um total de 36.700 anos de prisão, mas que obtiveram em 2018 direito ao serviço militar alternativo no país.
No contexto dos processos de transição para a democracia na América do Sul e em outros países, o direito daqueles que foram vítimas do terrorismo de Estado e de outras violações dos direitos humanos no contexto de ditaduras de facto de receber reparação foi formalmente reconhecido como parte das ações de justiça transicional que os estados desses países têm contemplado no contexto dos processos de transição para a democracia. Nas décadas de 1970 a 1980, e devido à pressão de altas autoridades da Igreja Católica e do Estado do Vaticano, bem como das doutrinas e crenças das Testemunhas de Jeová, as ditaduras civis-militares da época na América do Sul - no contexto do Plan Cóndor - promoveu ações de terrorismo de Estado e perseguição contra simpatizantes e membros da organização em grande parte da América do Sul.
Após o retorno à democracia na Argentina , o governo de Raúl Alfonsín revogou formalmente a proibição das Testemunhas de Jeová - em conformidade com a decisão da Corte Interamericana de Direitos Humanos emitida em 1978 - e iniciou o processo de reforma das leis relativas ao serviço militar na Argentina. Situação semelhante ocorreu durante os processos de transição para a democracia no Uruguai , Brasil , Chile e Paraguai , possibilitando também diversas reformas do serviço militar obrigatório no contexto sul-americano, atentando para o direito à liberdade de consciência . Na década de 2000, e após a criação das comissões nacionais de verdade e justiça na Argentina, Uruguai e no Chile ( CONADEP na Argentina, Comissão para a Paz no Uruguai e comissões Rettig e Valech no Chile), bem como o aparecimento de arquivos no Paraguai que possibilitou diversas investigações judiciais sobre os crimes da humanidade ocorridos durante o Plan Cóndor , vários casos judiciais na América do Sul - especialmente no Uruguai e na Argentina -mostram o nível de perseguição que as Testemunhas de Jeová vivenciado em primeira mão no contexto das ditaduras na América do Sul.